# Spiculaea
Spiculaea é um género botânico pertencente à família das orquídeas (Orchidaceae).